# Tullow Oil
Tullow Oil ist ein britisch-irisches Gas- und Ölunternehmen mit Sitz in London. Es beschäftigt sich mit der Erforschung und Projektierung von Gas- und Ölvorkommen sowie mit der Gewinnung und dem Verkauf von Gas und Öl aus 68 Öl- und Gasfeldern in 21 Ländern. Die Mehrheit der Projekte befindet sich in Ghana, Uganda, Kenia, Äthiopien und Westafrika.
Tullow Oil ist im Aktienindex FTSE 250 Index an der Londoner Börse gelistet (Stand: Januar 2024). Das Unternehmen wurde 1985 von Aidan Heavey in Tullow, Irland, gegründet. Es entstand aus einer Niederlassung von Tullow Engineering, die von Aidan Heavey gekauft wurde.
Im Jahre 2020 verkaufte Tullow Oil seine Beteiligungen in Uganda an Total.
Im Juni 2022 wurde bekannt gegeben, dass Tullow Oil das schottische Mineralölunternehmen Capricorn Energy übernehmen wird.